# Jörgen Svensson
Jörgen Svensson, född 1958 i Skoghall, är en svensk konstnär. 
Han var 1995 rådgivare åt dåvarande kulturminister Margot Wallström. Åren 1996–2002 var han professor på Konsthögskolan Valand i Göteborg och 2002–2006 var han professor vid Konstakademien Trondheim, Norge. 
Jörgen Svensson har arbetat med projektbaserade verk i en social och politisk kontext. När han år 2000 deltog i samlingsutställningen Amateur/Eldsjäl på Göteborgs konstmuseum, monterade han texten Pizzeria i brons på museets fasad. Samma år organiserade han Public Safety i sin födelseort Skoghall med en rad internationella samtidskonstnärer och hela projektet resulterade även i en TV-dokumentärfilm. Jörgen Svensson initierade och drev tillsammans med den norske kritikern och skribenten Jan Inge Reilstad ett av huvudprojekten då Stavanger var europeisk kulturhuvudstad 2008. Projektets namn var Neighbourhood Secrets, inom vars ram han skapade verket "Behind Every Great Fortune There Is A Crime", som bland annat innehöll en kopia av en fängelsecell från Stavangers fängelse, byggd i glas, placerad i Stavangers kulturhus. Svensson är representerad vid bland annat Göteborgs konstmuseum.
Jörgen Svensson erhöll Sten A Olssons kulturstipendium 2009.

## Dramer
- Intagningen, radioteater